# Prins Bernhardplein (Amsterdam)
Het Prins Bernhardplein is een plein in de Amsterdamse wijk Watergraafsmeer. Het plein is gelegen ten noorden van het Amstelstation en het Julianaplein, ten zuiden van de Wibautstraat, ten westen van de Gooiseweg en ten oosten van de Mr. Treublaan. Het plein is op 15 oktober 1939 in gebruik genomen gelijktijdig met de opening van het Amstelstation.
Het plein is een rotonde en een belangrijke schakel voor het doorgaande verkeer. Het verkeer van de Wibautstraat naar de Gooiseweg hoeft het circuit niet te ronden en heeft een rijbaan in de vorm van een halve maan door het circuit. Dit is ook het geval voor tramlijn 12 stadinwaarts en de buslijnen van het Julianaplein naar de Mr. Treublaan in beide richtingen die via een vrije baan ook in de vorm van een halve maan door het circuit rijden. Van september 1964 tot juli 1971 lag er een trambaan voor destijds tramlijn 7 dwars door de rotonde van het Julianaplein naar de Wibautstraat om vertragingen te voorkomen. Sinds 26 oktober 1968 was er geen doorgaand verkeer stadinwaarts toegestaan tussen het Julianaplein en de Wibautstraat en moest het verkeer waaronder buslijn 55 een omweg maken via de Gooiseweg, keren onder het viaduct en weer terug over de Gooiseweg om in de Wibautstraat te komen. Tijdens de oliecrisis van 1973 mocht alleen de bus wel rechtdoor over de rotonde en hoefde de omweg niet meer te maken. Vanaf 14 juni 1974 werd dit permanent en gold nadien ook voor het overige verkeer. Later verscheen er een vrije tram- en busbaan in beide richtingen aan de zuidwestzijde van het circuit waardoor de tram en buslijnen van en naar de Mr. Treublaan het circuit niet meer hoefden te ronden. In augustus 2018 werd de tramlus van lijn 12 verplaatst van het Julianaplein naar de noordoostzijde van het station op de plaats van de voormalige taxistandplaats. Stadinwaarts wordt door het circuit gereden.
Een markant gebouw aan de noordzijde van het plein is het Renaultgebouw, de voormalige Renaultgarage, na renovatie onder meer in gebruik als restaurant en radiostudio. Tegenover dit gebouw aan de andere kant van de Wibautstraat staat het Louise Wenthuis, een voor die tijd markant flatgebouw uit 1963. Aan de zuidoostzijde van het plein in het voormalige Julianapark staat het "Amstelgebouw". Vanaf 2012 staat het beeld Beursmannetje van Pieter d'Hont aan de noordzijde van het plein.
Het plein is op 27 juli 1939 vernoemd naar prins Bernhard. Van 13 mei 1942 tot 18 mei 1945 was in opdracht van de bezetter de naam van het plein veranderd in Gooiplein. Typisch genoeg heette het huidige plein voor 1960 Mr. Treubplein; het oorspronkelijk Prins Bernhardplein was eigenlijk iets verder naar het oosten geprojecteerd maar nooit aangelegd.